# Mallén (kommunhuvudort)
Mallén är en kommunhuvudort i Spanien.   Den ligger i provinsen Provincia de Zaragoza och regionen Aragonien, i den nordöstra delen av landet, 250 km nordost om huvudstaden Madrid. Mallén ligger 279 meter över havet och antalet invånare är 3 361.
Terrängen runt Mallén är lite kuperad. Runt Mallén är det ganska glesbefolkat, med 47 invånare per kvadratkilometer. Närmaste större samhälle är Tauste, 13,9 km öster om Mallén. Trakten runt Mallén består till största delen av jordbruksmark.